# Un câine pe nume Crăciun
Un câine pe nume Crăciun (titlu original: A Dog Named Christmas) este un film de Crăciun americano-canadian din 2009 regizat de Peter Werner. Este scris de  Jenny Wingfield și produs de Brent Shields.  Rolurile principale au fost interpretate de actorii Linda Emond și Noel Fisher. A avut premiera pe CBS ca Hallmark Hall of Fame.

## Distribuție
- Linda Emond - Mary Ann McCray
- Noel Fisher - Todd McCray
- Bruce Greenwood - George McCray
- Carrie Genzel - Brianna Lewis
- Trenna Keating - Faye McCray